# ナサリン
『ナサリン』（Nazarín, スペイン語発音: [nasaˈɾin], [naθaˈɾin]）は、1959年に公開されたルイス・ブニュエル監督によるメキシコの風刺映画。この映画は、公開同年の第12回カンヌ国際映画祭で国際賞を受賞した。第32回アカデミー賞外国語映画賞のメキシコ代表作品に選ばれたが、ノミネートはされなかった。
ブニュエルの映画の中でも知名度はそれほど 高くはないが、『ナサリン』は高い評価を得ている。映画監督のアンドレイ・タルコフスキーは、『ナサリン』をオールタイム・ベスト10の1本に挙げている。またこの作品は、2019年4月、第72回カンヌ国際映画祭の「カンヌ・クラシックス」部門で上映される作品に選ばれた。